# Amblyseius punctatus
Amblyseius punctatus är en spindeldjursart som beskrevs av Muma, Metz och Farrier 1967. Amblyseius punctatus ingår i släktet Amblyseius och familjen Phytoseiidae. Inga underarter finns listade i Catalogue of Life.